# José Luis Garci
José Luis Garci (ur. 20 stycznia 1944 w Madrycie) – hiszpański reżyser, scenarzysta i producent filmowy. Jego film Ponownie zaczynać (1982), opowiadający o pisarzu-nobliście powracającym po latach z emigracji do rodzinnych stron, zdobył dla Hiszpanii pierwszego Oscara dla najlepszego filmu nieanglojęzycznego. W swoim dorobku Garci ma aż cztery filmy nominowane do tej nagrody − najwięcej spośród wszystkich hiszpańskich reżyserów. Laureat Nagrody Goya dla najlepszego reżysera za film Ukończony kurs (1987).

## Filmografia

### reżyser
- 1977: Asignatura pendiente
- 1978: Samotni przed świtem (Solos en la madrugada)
- 1979: Las verdes praderas
- 1981: El crack
- 1982: Ponownie zaczynać (Volver a empezar)
- 1983: El crack dos
- 1984: Sesión continua
- 1987: Ukończony kurs (Asignatura aprobada)
- 1994: Kołysanka (Canción de cuna)
- 1997: La herida luminosa
- 1998: Dziadek (El abuelo)
- 2000: You’re the One (una historia de entonces)
- 2002: Historia pocałunku (Historia de un beso)
- 2004: Tiovivo c. 1950
- 2005: Ninette
- 2007: Niedzielne światło (Luz de domingo)
- 2008: Sangre de mayo
- 2012: Holmes & Watson. Madrid Days
- 2019: Detektyw Areta (El Crack Cero)[3][4]